# Sibley County
Sibley County is een county in de Amerikaanse staat Minnesota.
De county heeft een landoppervlakte van 1.525 km² en telt 15.356 inwoners (volkstelling 2000). De hoofdplaats is Gaylord.